# Rhynchoconger
Rhynchoconger is een geslacht van straalvinnige vissen uit de familie van zeepalingen (Congridae). Het geslacht is voor het eerst wetenschappelijk beschreven in 1925 door Jordan & Hubbs.

## Soorten
- Rhynchoconger bicoloratus 	Kodeeswaran, Mohapatra, Kumar & Lal, 2023
- Rhynchoconger ectenurus (Jordan & Richardson, 1909)
- Rhynchoconger flavus (Goode & Bean, 1896)
- Rhynchoconger gracilior (Ginsburg, 1951)
- Rhynchoconger guppyi (Norman, 1925)
- Rhynchoconger nitens (Jordan & Bollman, 1890)
- Rhynchoconger randalli Acharya, Mohanty, Ray, Mishra & Mohapatra, 2022
- Rhynchoconger smithi Mohapatra, Ho, Acharya, Ray & Mishra, 2022
- Rhynchoconger squaliceps (Alcock, 1894)
- Rhynchoconger trewavasae Ben-Tuvia, 1993